# برمباته
برمباته (به ایتالیایی: Brembate) یک کومونه در ایتالیا است که در استان برگامو واقع شده‌است. برمباته ۵٫۵ کیلومتر مربع مساحت و ۸٬۲۳۴ نفر جمعیت دارد و ۱۷۳ متر بالاتر از سطح دریا واقع شده‌است.